# Dananban
Dananban (kinesiska: 大南坂) är en köping i sydöstra Kina. Den ligger i Zhangpu härad i staden Zhangzhou i provinsen Fujian, omkring 280 kilometer sydväst om provinshuvudstaden Fuzhou. Antalet invånare är 9505. Befolkningen består av 4 557 kvinnor och 4 948 män. Barn under 15 år utgör 17,0 %, vuxna 15-64 år 73 %, och äldre över 65 år 9,0 %.